# Silverton (Teksas)
Silverton – miasto w Stanach Zjednoczonych, w stanie Teksas, w hrabstwie Briscoe. W 2000 roku liczyło 771 mieszkańców.